# The Day of the Jackal (serie televisiva)
The Day of the Jackal è una serie televisiva britannica creata e scritta da Ronan Bennett e diretta da Brian Kirk, Paul Wilmshurst, Anu Menon e Anthony Philipson. Adattamento del romanzo Il giorno dello sciacallo di Frederick Forsyth, vede come protagonisti Eddie Redmayne, Lashana Lynch e Úrsula Corberó. La serie ha debuttato il 7 novembre 2024 su Sky Atlantic.

## Trama
Un sicario professionista, denominato "Sciacallo" opera una raffinata messinscena: dopo essersi introdotto in un palazzo d'uffici, camuffandosi e sostituendosi a un addetto delle pulizie, spara a Elias Fest, figlio del politico Manfred Fest. L'obiettivo è proprio quest'ultimo, e lo Sciacallo gli spara da una notevole distanza (tre chilometri), uccidendolo.
A causa della singolarità dell'omicidio, Bianca Pullman, un'agente dei servizi segreti britannici, esperta di balistica, viene coinvolta nelle indagini e scopre che il killer usa una particolare arma, fabbricata da un terrorista irlandese e cercando di catturarlo per avere informazioni sull'arma viene in possesso del fucile simile a quello usato dallo Sciacallo. Durante le indagini scopre che solo un cecchino eccezionale può usare l'arma che ha ucciso Manfred Fest: infatti a una tale distanza il proiettile impiega alcuni secondi a colpire il bersaglio. L'unico in grado di usarla con successo è un ex cecchino dell'esercito britannico, Alexander Duggan, dato per morto in Afghanistan.

## Episodi
| Stagione       | Episodi | Prima TV |
| -------------- | ------- | -------- |
| Prima stagione | 10      | 2024     |

## Personaggi e interpreti

### Principali
- Lo Sciacallo / Charles Calthrop / Alexander Duggan, interpretato da Eddie Redmayne, doppiato da Davide Perino.
Assassino professionista solitario che conduce una doppia vita
- Bianca Pullman, interpretata da Lashana Lynch, doppiata da Eva Padoan.
Agente dell'MI6 ed esperta di armi da fuoco ossessionata dall'inseguire e catturare lo Sciacallo.
- Nuria Gonzales Martin, interpretata da Úrsula Corberó, doppiata da Eleonora Reti.
Moglie spagnola di Charles, totalmente ignara di chi sia realmente il marito.
- Osita "Osi" Halcrow, interpretato da Chukwudi Iwuji, doppiato da Andrea Lavagnino.
Superiore di Bianca.
- Ulle "UDC" Dag Charles, interpretato da Khalid Abdalla.
Magnate nel campo dell'alta tecnologia e creatore del software River per rendere tracciabili le transazioni di denaro.
- Isabel Kirby, interpretata da Lia Williams, doppiata da Alessandra Korompay.
Capo dell'MI6 a Londra.
- Zina Jansone, interpretata da Eleanor Matsuura, doppiata da Sabrina Duranti.
Contatto dello Sciacallo che gli procura il secondo obiettivo.
- Paul Pullman, interpretato da Sule Rimi, doppiato da Massimo De Ambrosis.
Marito di Bianca, padre di Jasmine e insegnante associato all'università.
- Damian Richardson, interpretato da Ben Hall.
Collega di Bianca al quartier generale dell'MI6.
- Edward Carver, interpretato da Jonjo O'Neill, doppiato da Stefano Crescentini.
Agente dell'MI6 incaricato di eliminare le prove che collegano l'agenzia all'arresto di Emma.
- Marisa Gonzales Martin, interpretata da Puchi Lagarde.
Madre di Nuria e Álvaro.
- Álvaro Gonzales Martin, interpretato da Jon Arias, doppiato da Emanuele Ruzza.
Fratello di Nuria.
- Timothy Winthorp, interpretato da Charles Dance, doppiato da Ambrogio Colombo.
Influente investitore e superiore di Zina che ordina allo Sciacallo di eliminare UDC.
- Vincent "Vince" Pyne, interpretato da Nick Blood, doppiato da Marco Vivio.
Agente della PPU distaccato da un anno e vecchio amico di Bianca che viene assegnato al caso dello Sciacallo.
- Teddy, interpretato da Patrick Kennedy.
Compagno di UDC.

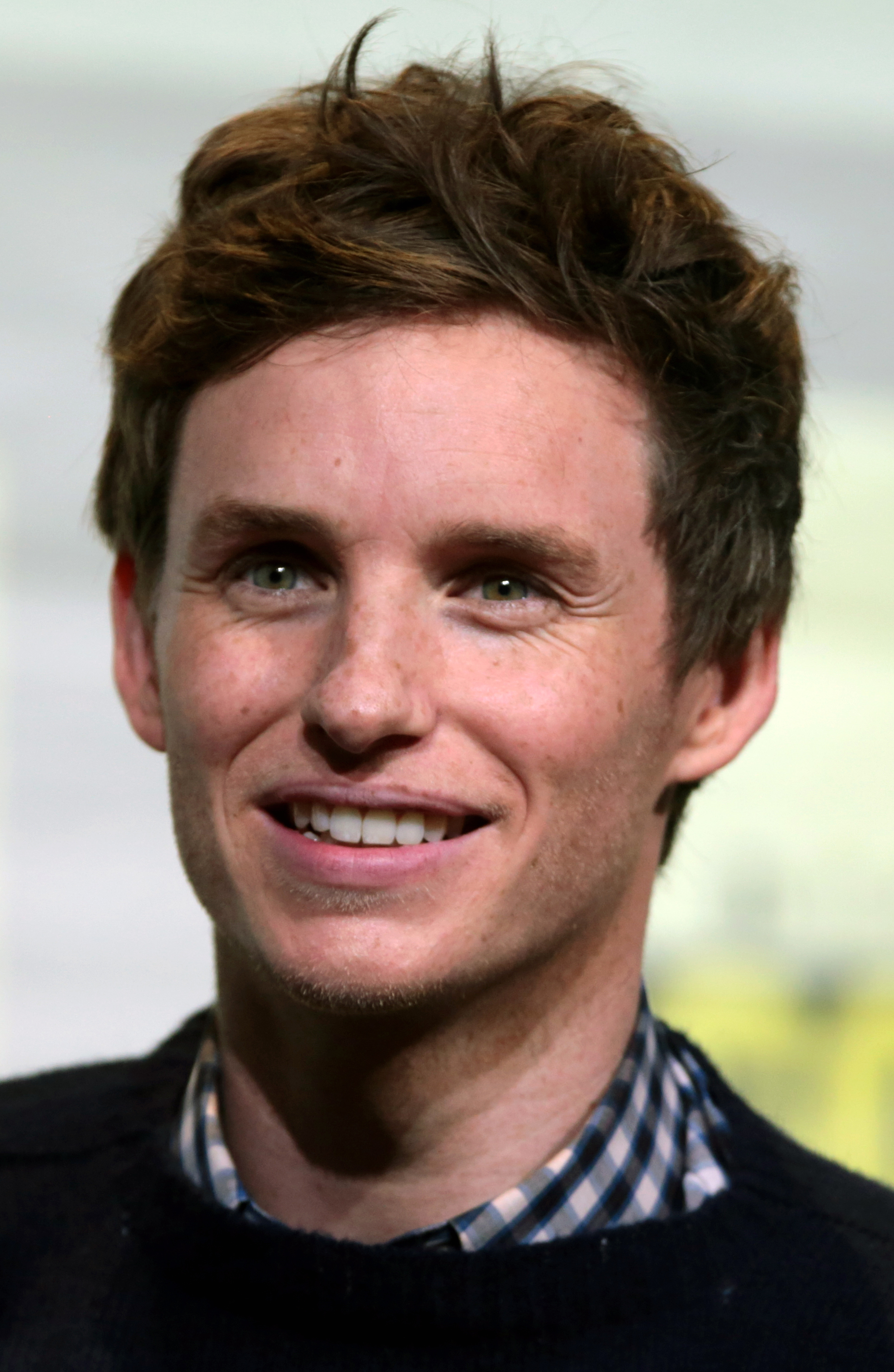
Eddie Redmayne
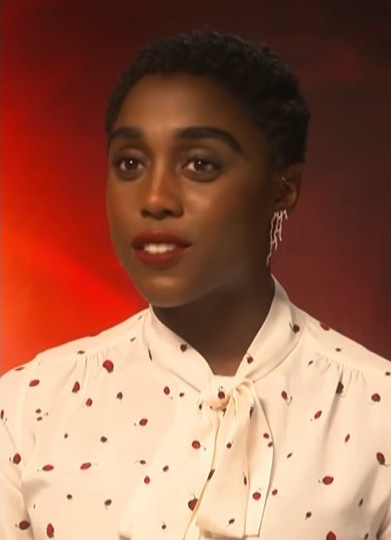
Lashana Lynch
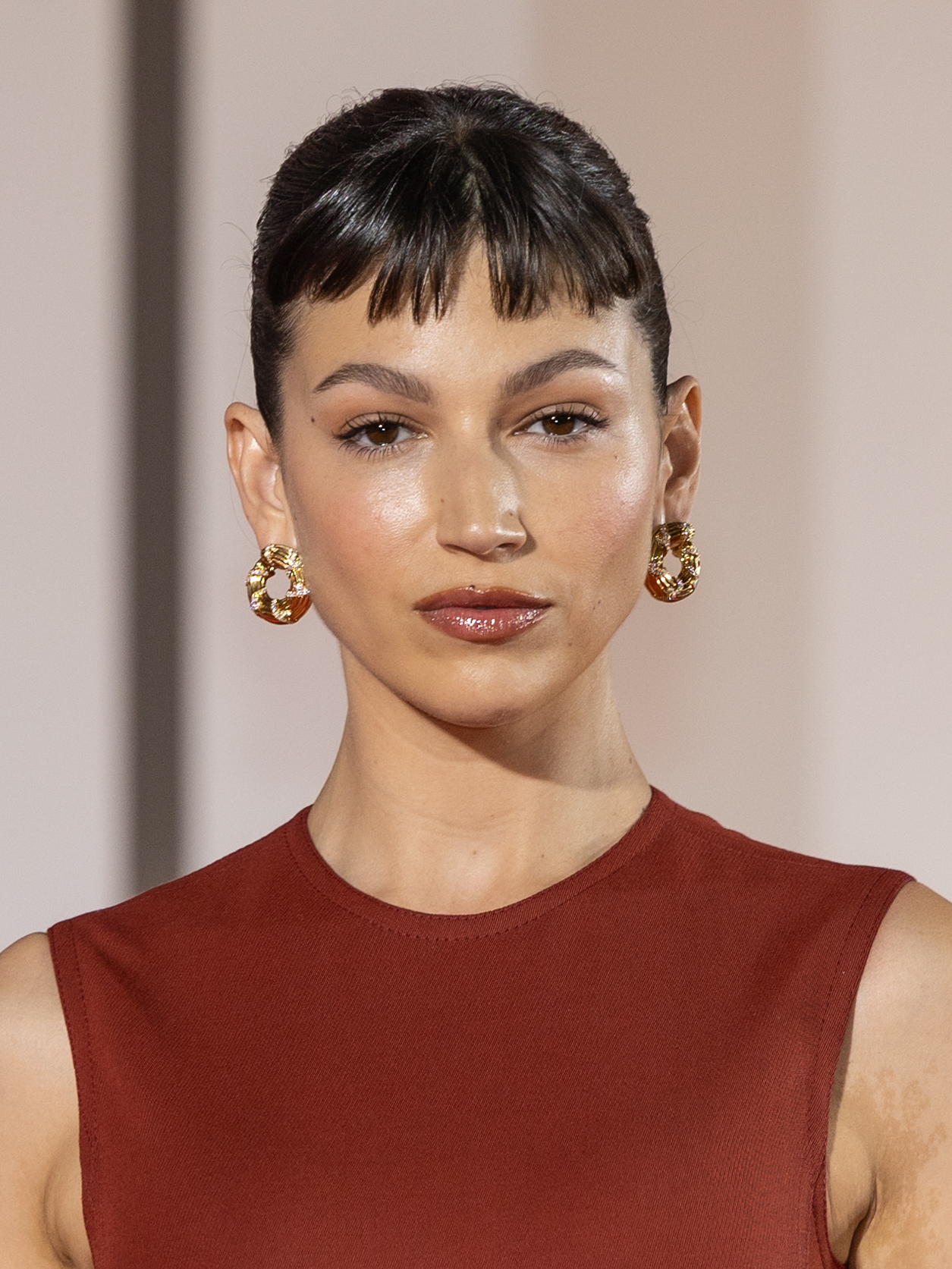
Úrsula Corberó
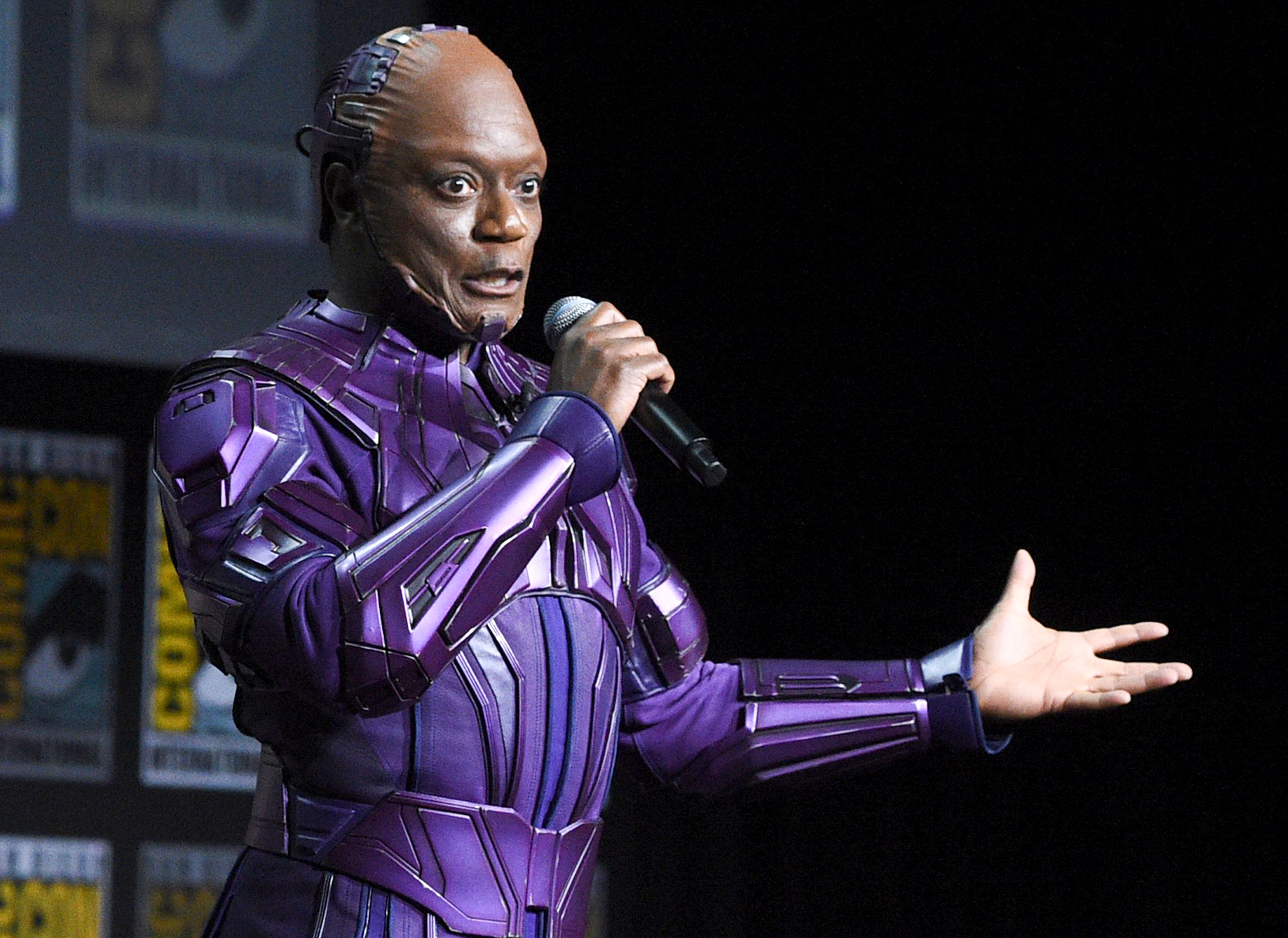
Chukwudi Iwuji
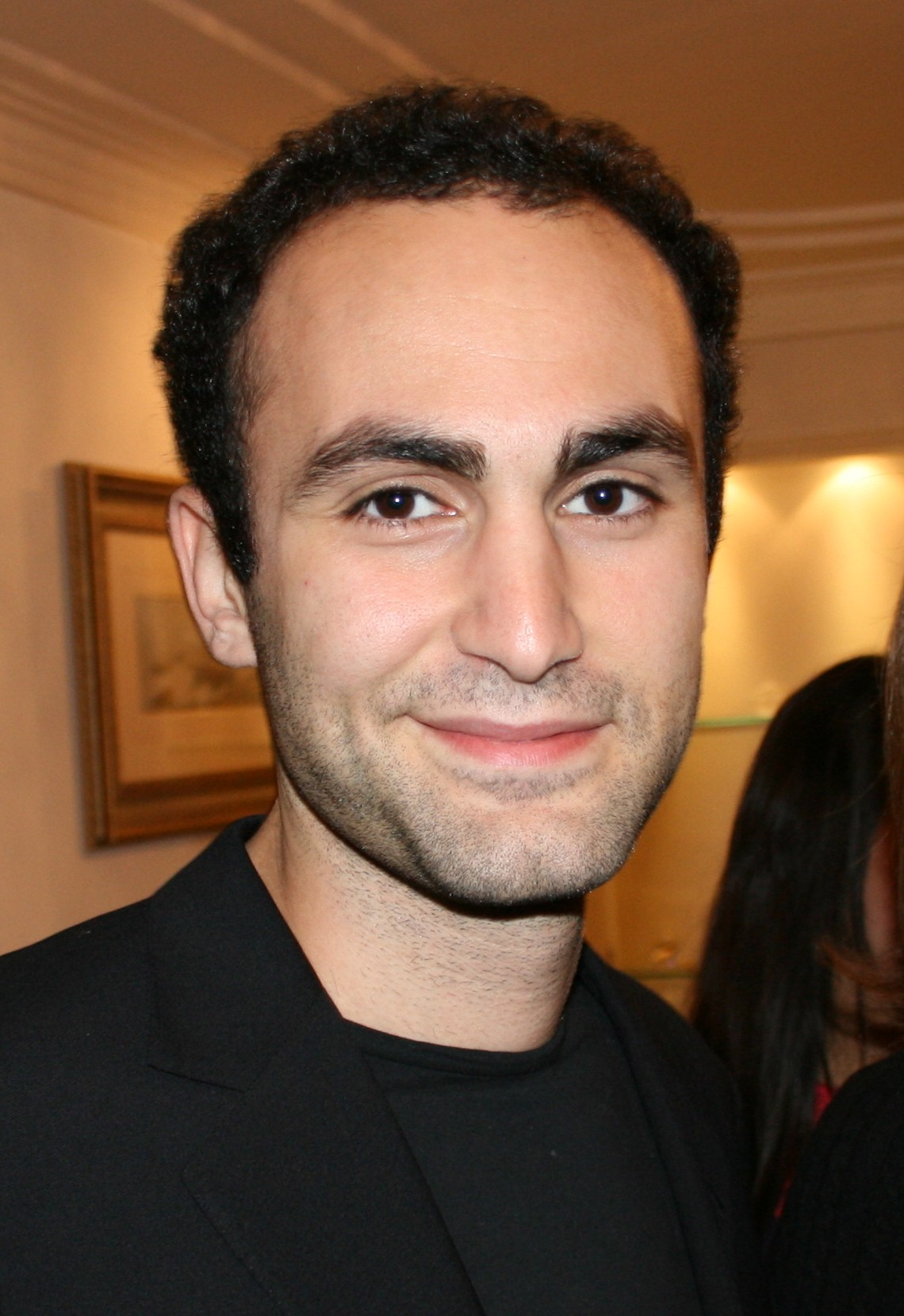
Khalid Abdalla
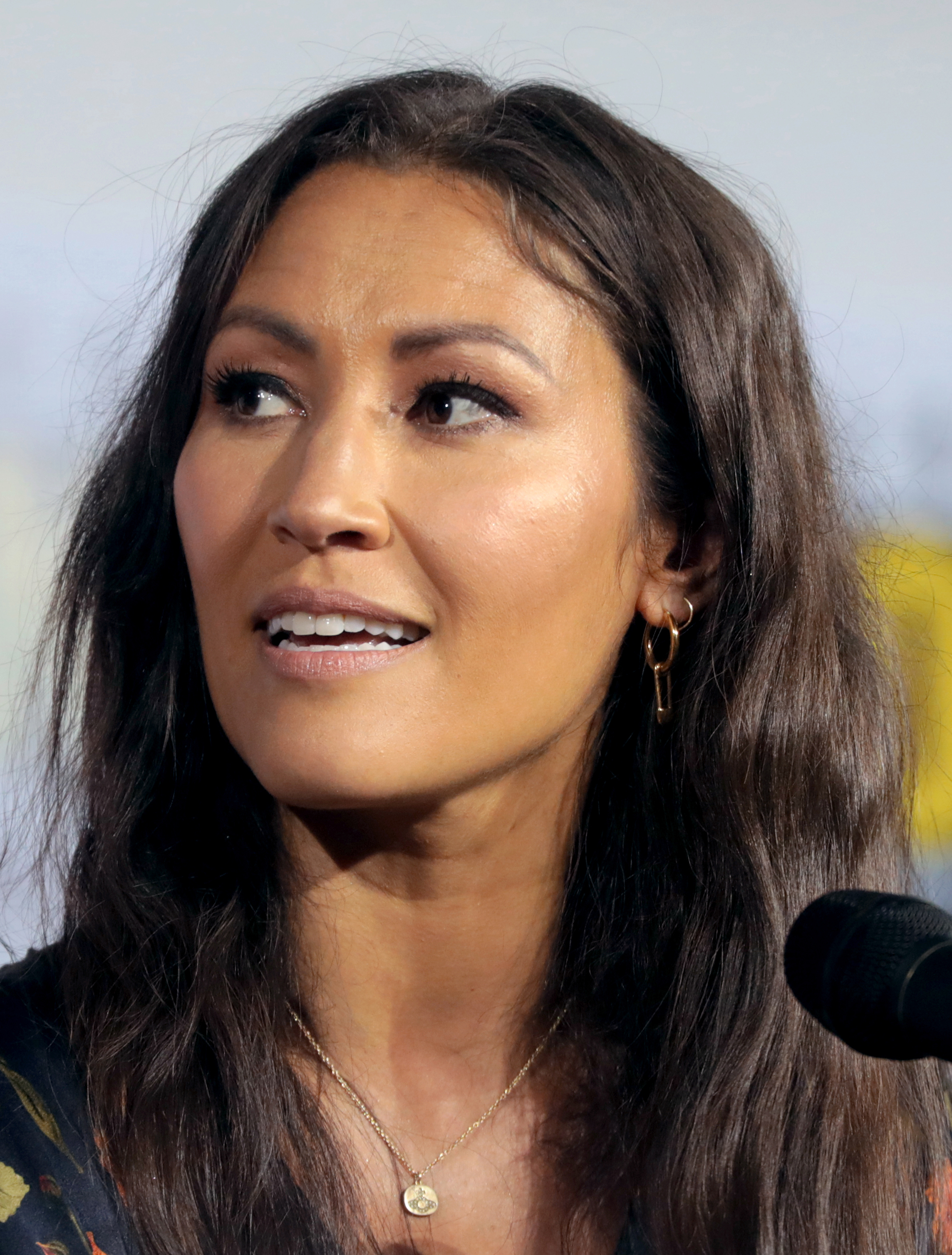
Eleanor Matsuura
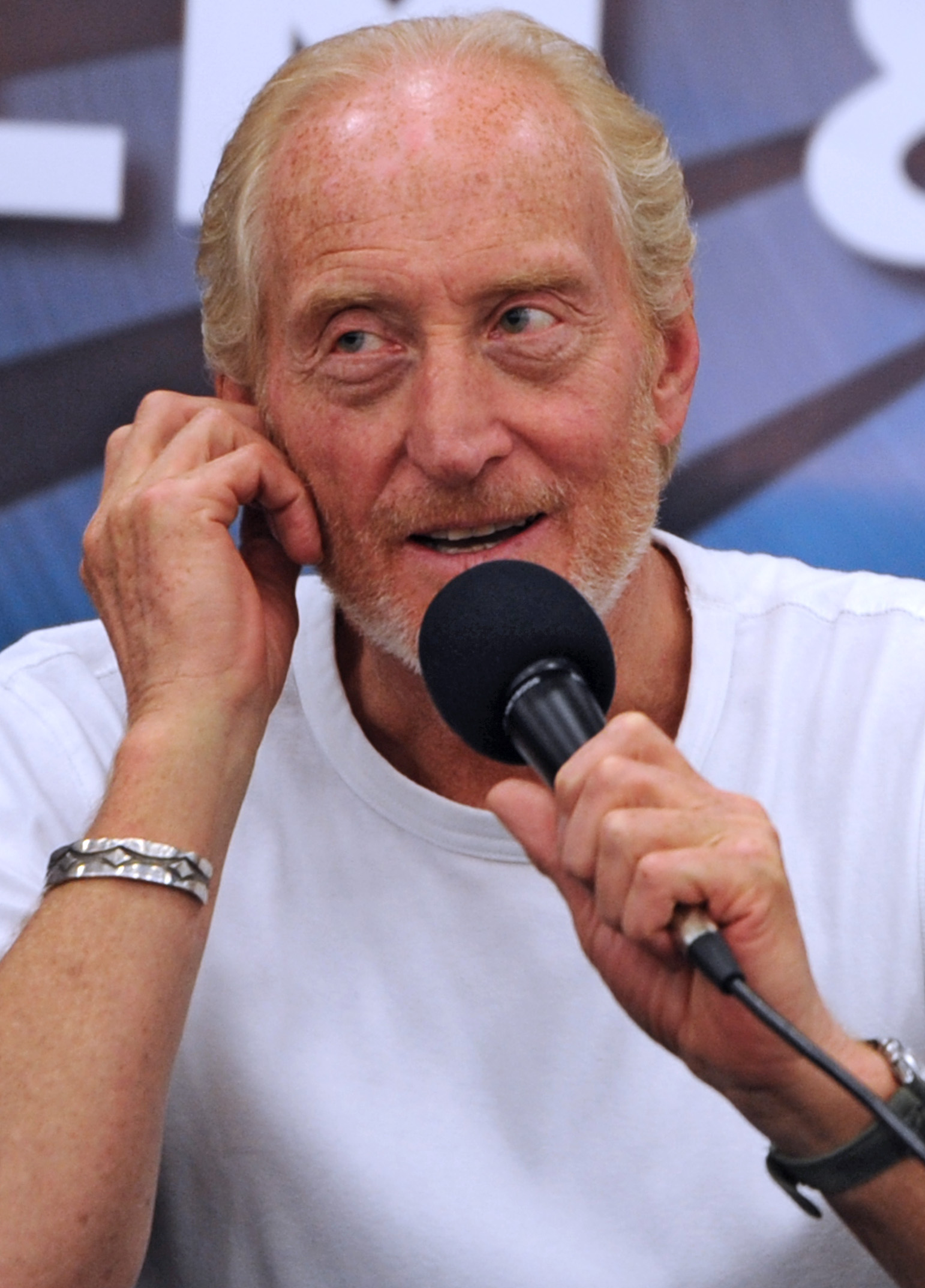
Charles Dance
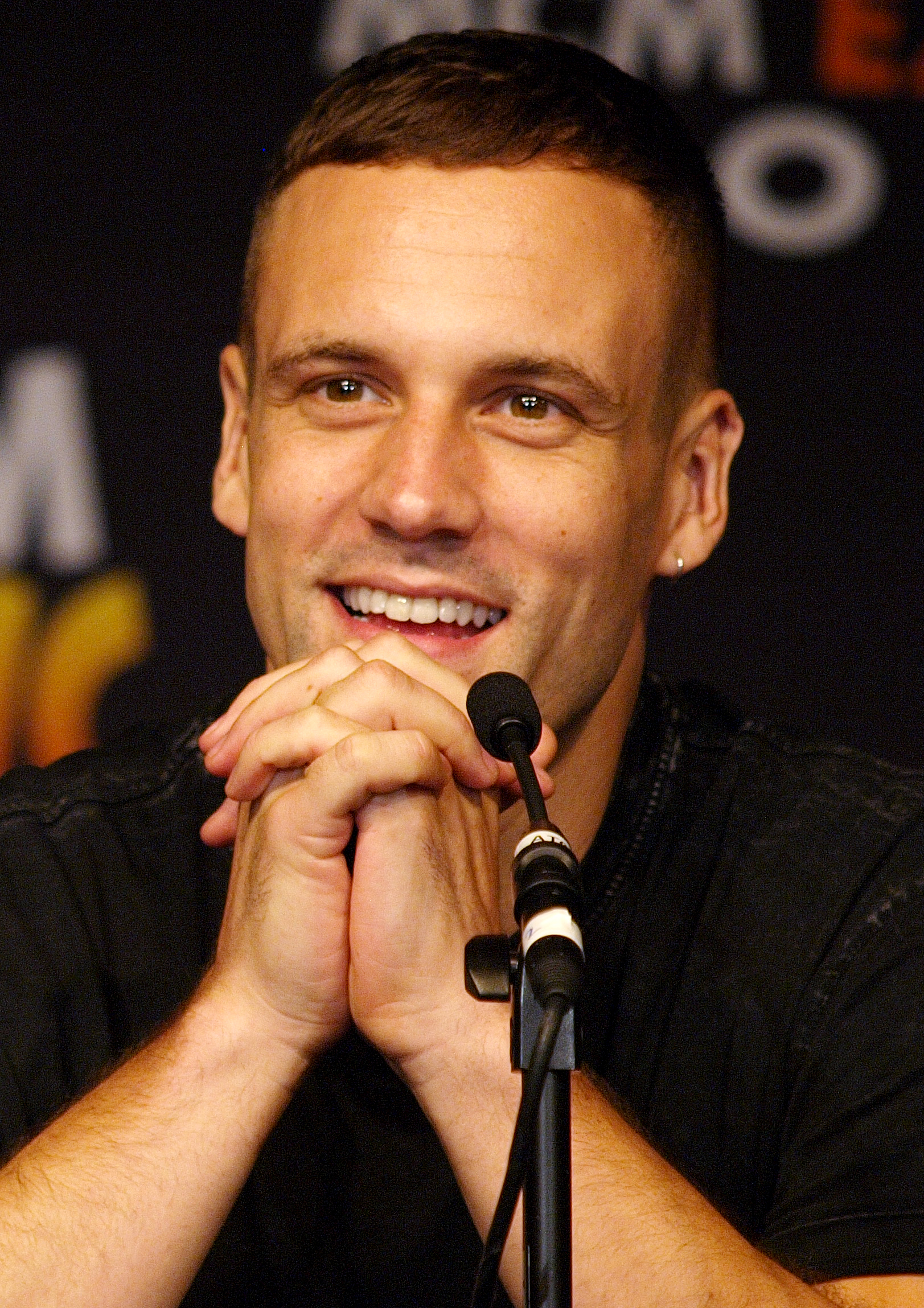
Nick Blood

### Ricorrenti
- Alison Stoke / Sparviero, interpretata da Kate Dickie, doppiata da Tiziana Avarista.
Risorsa a Belfast di Bianca, moglie di Larry e madre di Emma.
- Larry Stoke, interpretato da Patrick O'Kane, doppiato da Antonio Palumbo.
Fratello di Norman che è stato in carcere per aver ucciso civili cattolici innocenti durante il conflitto nordirlandese e rilasciato per il trattato di pace.
- Jasmine Pullman, interpretata da Florisa Kamara.
Figlia adolescente di Bianca e Paul.
- Norman Stoke, interpretato da Richard Dormer, doppiato da Dario Oppido.
Armaiolo dell'Irlanda del Nord che fabbricò armi per i lealisti paramilitari negli anni '80 a Belfast e latitante da un assassinio a Stoccolma nel 2018.
- Leonora Boggs, interpretata da Christy Meyer, doppiata da Mariagrazia Cerullo.
Collaboratrice di Winthrop.
- Jeremy Whitelock, interpretato da Adam James.
Segretario di Stato degli affari esteri britannico.

### Guest star
- Manfred Fest, interpretato da Burghart Klaußner, doppiato da Gerolamo Alchieri.
Candidato favorito per la carica di cancelliere della Germania e primo obiettivo dello Sciacallo.
- Elias Fest, interpretato da Lucas Englander, doppiato da Alberto Franco.
Figlio di Manfred e neo presidente della casa editrice Fest.
- Werner Lechner, interpretato da Thomas Mraz, doppiato da Alberto Bognanni.
Capo intelligence della Germania.
- Emma Stoke, interpretata da Katherine Devlin, doppiata da Margherita De Risi.
Figlia di Alison che studia a Londra e parte di un gruppo di radicali.
- Michael Gillespie, interpretato da Jack Doolan, doppiato da Francesco Bulckaen.
Sergente di polizia che arresta e interroga Emma.
- George Hands, interpretato da Jay Simpson, doppiato da Franco Mannella.
Ex cecchino dell'esercito britannico che fornisce a Bianca una nuova pista sull'identità dello Sciacallo.
- Rasmus, interpretato da Andreas Jessen, doppiato da Simone Crisari.
Agente della security al Kontserdisaal di Tallinn dove verrà presentato il software di UDC.
- Gary "Gaz" Cobb, interpretato da Gerard Kearns.
Cecchino dell'esercito britannico e osservatore di Alexander Duggan.
- Rima Buttons, interpretata da Lourdes Faberes, doppiata da Maura Cenciarelli.
Attivista, autrice satirica e presentatrice della serata del lancio di River.
- Mike Baldwin, interpretato da Eddie Elks, doppiato da Francesco Prando.
Capitano dell'unità di forze speciali dell'unità di Duggan e Cobb.

## Produzione
Nel novembre 2022 è stato annunciato un adattamento televisivo del romanzo Il giorno dello Sciacallo prodotto da Carnival Films con Sky e Peacock, con Ronan Bennett come sceneggiatore e showrunner e Brian Kirk alla regia. Eddie Redmayne è il protagonista e uno dei produttori esecutivi insieme a Gareth Neame e Nigel Marchant.
La serie è una rivisitazione del testo originale con la storia ambientata in epoca moderna, Redmayne l'ha descritta come «un’opera completamente diversa» che è stata «riconcepita e modernizzata con un nuovo obiettivo». Inoltre offre un approfondimento sullo Sciacallo come protagonista e Redmayne ha affermato di aver scelto il progetto in quanto: «l'idea di passare una quantità adeguata di tempo con questa figura impenetrabile sembrava un importante prova, per me».
Il 22 novembre 2024 è stato annunciato il rinnovo per una seconda stagione.

### Casting
Nel marzo 2023 Redmayne è stato annunciato nel ruolo da protagonista mentre nel giugno seguente Lashana Lynch in quello di coprotagonista. Altri membri del cast, Úrsula Corberó, Charles Dance, Richard Dormer e Chukwudi Iwuji sono stati svelati nel febbraio 2024.

### Riprese
La lavorazione è iniziata nel giugno 2023 a Budapest e nelle regioni adiacenti ed è proseguita a Vienna il mese successivo. Nell'autunno seguente le riprese hanno avuto luogo in Croazia, a Fiume, Pago, Dubrovnik e nella regione centrale dell'Istria.

### Colonna sonora
La colonna sonora della serie è composta da Volker Bertelmann mentre la sigla è This Is Who I Am della cantante britannica Celeste.

## Distribuzione
La serie è trasmessa su Sky Atlantic nel Regno Unito dal 7 novembre 2024. In Italia va in onda su Sky Atlantic dall'8 novembre 2024. Negli Stati Uniti è pubblicata su Peacock dal 14 novembre 2024. NBCUniversal Global Distribution ha venduto e distribuito la serie a livello internazionale nei seguenti mercati: Foxtel (Australia), Showcase (Canada), Wavve (Corea del Sud), SkyShowtime (Europa), WOWOW (Giappone), JioCinema (India), TVNZ (Nuova Zelanda).

### Edizione italiana
La direzione del doppiaggio è a cura di Fabrizio Temperini, su dialoghi di Leonardo Piferi, per conto di Studio Emme.

## Accoglienza

### Critica
La serie ha ricevuto recensioni positive dalla critica. Rotten Tomatoes riporta l'85% delle recensioni professionali positive, con un voto medio di 7,60 su 10 basato su 47 critiche. Il consenso critico del sito web indica: «Un thriller giramondo reso sinistramente plausibile dall'interpretazione camaleontica di Eddie Redmayne, The Day of the Jackal trasforma le azioni oscure in ottimo divertimento.» Metacritic ha assegnato un punteggio di 72 su 100 basato su 28 recensioni, indicando "recensioni generalmente favorevoli".

### Primati
Nel Regno Unito la serie è diventata la produzione Sky Original più vista di sempre e la serie più vista su Sky degli ultimi due anni, mentre in Italia, Germania, Austria, Svizzera e Irlanda la serie ha registrato il debutto più importante di sempre per un'opera Sky britannica. Negli Stati Uniti si è classificata al primo posto nella Top 10 delle serie più viste su Peacock.

## Riconoscimenti
- 2025 – Critics' Choice Awards[26]
  - Candidatura alla miglior serie drammatica
  - Candidatura al miglior attore protagonista in una serie drammatica a Eddie Redmayne
- 2025 – Golden Globe[27]
  - Candidatura alla miglior serie drammatica
  - Candidatura al migliore attore in una serie drammatica a Eddie Redmayne
- 2025 – Satellite Award[28]
  - Candidatura al miglior attore in una serie drammatica a Eddie Redmayne
- 2025 – Astra TV Awards[29]
  - Candidatura al miglior attore in una serie drammatica a Eddie Redmayne